# Le Mystère du camp 27
Pour plus de détails, voir Fiche technique et Distribution.
Le Mystère du camp 27 (Portrait from Life) est un film britannique réalisé par Terence Fisher, sorti en 1948.

## Synopsis
Le major Lawrence part en Allemagne à la recherche d'une femme dont il a vu le portrait dans une exposition de peintures.

## Fiche technique
- Titre original : Portrait from Life
- Titre français : Le Mystère du camp 27
- Réalisation : Terence Fisher
- Scénario : Muriel Box, Frank Harvey
- Direction artistique : John Elphick
- Décors : Iris Newell
- Costumes : Joan Ellacott
- Photographie : Jack Asher
- Son : Brian Sewell
- Montage : Vladimir Sagovsky
- Musique : Benjamin Frankel
- Production : Antony Darnborough
- Société de production : Gainsborough Pictures
- Société de distribution : General Film Distributors
- Pays d'origine :  Royaume-Uni
- Langue originale : anglais, allemand
- Format : Noir et blanc  — 35 mm — 1,37:1 — son mono
- Genre : drame
- Durée : 90 minutes
- Dates de sortie : 
  - Royaume-Uni : 15 décembre 1948
  - France : 15 août 1952

## Distribution
- Mai Zetterling : Hildegard
- Robert Beatty : Duncan Reid
- Guy Rolfe : Major Lawrence
- Herbert Lom : Hendlmann
- Patrick Holt : Ferguson
- Arnold Marlé : Professeur Franz Menzel
- Sybille Binder : Eitel Hendlmann
- George Thorpe : brigadier
- Gerard Heinz : Heine
- Philo Hauser : Hans Ackermann
- Thora Hird : Mrs Skinner
- Peter Murray : Lieutenant Keith
- Eric Messiter : coroner
- Betty Lynne : interprète
- Dorothea Glade : Hildegard Schmidt